# タトゥース・F4-T014
タトゥース・F4-T014（Tatuus F4-T014）は、イタリアのコンストラクターメーカー、タトゥースが2014年に導入したフォーミュラカー。
派生モデルのタトゥース・MSV F4-016、タトゥース・USF-17、タトゥース・PM-18も本項目を参照。

## F4-T014/MSV F4-016
F4-T014は、FIA F4の規則に従って認可されたフォーミュラカー。 2014年のイタリアF4選手権で初めて使用された。2015年にはADAC・フォーミュラ4とSMP F4選手権でも使用されている。ライバルメーカーのミゲールと童夢が別の選手権でFIA F4に参入し、2016年、タトゥースは実績のあるF4-T014をF4・スペイン選手権とフォーミュラ4・UAE選手権に供給し、全てアバルト製1.4L直列4気筒エンジンを搭載している。
BRDC・フォーミュラ4選手権は、モータースポーツ・ビジョンの手によってRFR・MSV F4-013を使用し、コスワース・デュラテックエンジンに改造し、2015年のBRDC・フォーミュラ4・オータム・トロフィーで初めて使用された。エンジンは70馬力とF4用エンジンより高く、ほとんどのサーキットで1周あたり10秒と短縮された、さらにMSV仕様にはより多くのエアロ調整可能なコンポーネントも存在しているという。

## Road to Indy
2015年10月にUSF2000のシャシーサプライヤーとして発表すると同時に開発されたUSF-17は、2008年から使用されているヴァンディーメン・DP08に代わり、オーバルコースでのリスク増加対策として、ザイロンサイド・イントルージョンパネルにアップデートされ、マツダ製エンジンを搭載し、USF2000シャシーは、プロ・マツダのベース車両でもある。プロ・マツダは、エリート・エンジンズ社によって開発されたマツダ・MZR-PM18Aを搭載した。マツダのファクトリードライバーのジョエル・ミラーがUSF-17とPM-18の両方のテストドライバーを務めた。